# Sæwulf
Sæwulf est un voyageur anglais ayant vécu au tournant du XIIe siècle. Il réalise un pèlerinage en Terre sainte de juillet 1102 à septembre 1103, quelques années après la première croisade, et laisse un récit en latin de son voyage. Cette Relatio offre une description souvent laconique, mais parfois frappante des conditions de voyage en mer Méditerranée à l'époque.

## Biographie
Sæwulf embarque à bord d'un navire marchand à Monopoli, en Apulie, le 13 juillet 1102. Il rallie Jaffa via Corfou, Corinthe, Rhodes et Chypre, avec de nombreuses escales. Durant son séjour en Palestine, il visite notamment :
- la basilique du Pater Noster ;
- le village d'Ein Kerem ;
- l'église de Saint-Pierre ;
- la basilique Saint-Étienne de Jérusalem[2] ;
- l'Église Sainte-Anne ;
- le Tombeau des Patriarches[3], où il signale le tombeau d'Adam.

Y passant trois ans après les croisés, il note qu'à Nazareth ne se trouvent plus que des ruines, mis à part un monastère élevé sur le lieu de l’Annonciation.
Sæwulf reprend la mer à Jaffa le 17 mai 1103. Son navire, un dromon, est attaqué au large des côtes par une escadre fatimide, puis par des pirates au-delà de Chypre. Son récit s'interrompt alors qu'il entre dans le détroit des Dardanelles.
Le sort de Sæwulf après son pèlerinage est inconnu. Il est possible que le marchand Seuulfus de Worcester mentionné par le chroniqueur Guillaume de Malmesbury dans sa Gesta pontificum Anglorum ne soit autre que Sæwulf. Ce Seuulfus termine sa vie dans l'abbaye de Malmesbury, où il s'est retiré sur le conseil de l'évêque Wulfstan.